# 裾野市立富岡第一小学校
裾野市立富岡第一小学校（すそのしりつ とみおかだいいちしょうがっこう）は、静岡県裾野市御宿にある公立小学校。通称は「富一小」など。

## 沿革
出典
- 1873年（明治6年）4月25日 - 御宿荘園寺において始まる。
- 1875年（明治8年）9月24日 - 富岡村立「行嶽舎」として開校が認可される（開校の日）。
- 1882年（明治15年）10月11日 - 新校舎建設し、「嶽南学校」と改称。
- 1890年（明治23年）9月30日 - 富岡村・須山村組合立嶽南尋常小学校と改称。
- 1892年（明治25年）4月 - 富岡村岳南尋常小学校と改称し、高等科が設置される。
- 1929年（昭和4年）8月31日 - 現在の場所に新築移転。
- 1941年（昭和16年）4月1日 - 国民学校令により、富岡村国民学校と改称。
- 1947年（昭和22年）4月1日 - 学制改革により、富岡村立富岡小学校と改称。
- 1951年（昭和26年）9月1日 - 下和田分校が独立し、富岡村立富岡第一小学校と改称。完全給食が実施される。
- 1956年（昭和31年）7月2日 - 富岡村が裾野町に合併し、裾野町立富岡第一小学校と改称。
- 1970年（昭和45年）12月1日 - 裾野町の市制施行により、裾野市立富岡第一小学校と改称。
- 1971年（昭和46年）1月1日 - プールが完成する。
- 1972年（昭和47年）9月30日 - 中学校運動場が小学校に移管される。
- 1976年（昭和51年）12月20日 - 中校舎解体。
- 1978年（昭和53年）3月10日 - 体育館落成。
- 1985年（昭和60年）2月21日 - 青空広場完成。
- 1987年（昭和62年）3月9日 - 校歌制定し、発表会開催（作詞:岩谷時子・作曲:いずみたく）。
- 1990年（平成2年）4月1日 - 千福が丘小学校が分離新設される。
- 2000年（平成12年）
  - 3月 - 南校舎西端教室が放課後児童室となる。
  - 4月 - パソコン教室運用開始。
- 2002年（平成14年）4月1日 - 学校完全五日制実施。
- 2004年（平成16年）4月1日 - 2学期制に移行。
- 2005年（平成17年）8月 - 青空広場人工芝貼り替え。

## 主な施設
- 南・北校舎
- 体育館
- 放課後児童室
- グラウンド

## 通学区域と進学先中学校
出典

### 通学区域
- 千福・御宿平山・御宿上谷・御宿新田・御宿坂上・御宿入谷・上城・中村・下条・中里・田場沢・森脇団地・上ケ田・金沢・今里・矢崎・トヨタ・御宿台・今里上

### 進学先中学校
- 裾野市立富岡中学校

## 周辺
- 富岡第一小学校放課後児童室 - 同一建物内
- 裾野市立富岡中学校 - 校地南西側に敷地が隣接。
- 山神社 - 校地東側に隣接。
- 静岡県道24号富士裾野線 - 校地北側を通る。
- 裾野御宿郵便局 - 県道24号線をはさんで、校地北側に隣接。
- 裾野市役所富岡支所
  - 富岡地区コミュニティセンター
- 裾野市立富岡第一保育園 - 進学前保育園のひとつ。
- 裾野市富岡地区体育館
- 東名高速道路 - 道路はすぐそばを通るが、ICは離れている。また、高速バス停もやや離れている。

## アクセス
校地北側にある県道24号線沿いの門まで
- 富士急シティバス「須山線」で、「御宿」停留所下車。
  - なお、須山行バス停からはすぐそばだが、裾野駅方面行のりばからは市役所富岡支所付近の富岡支所前三叉路交差点にある横断歩道を経由する必要がある。
- 東名高速東名裾野停留所より、
  - 下り線（静岡駅行・名古屋駅行）のりばから、徒歩550m・約8分。
  - 上り線（東京駅行）のりばから、徒歩約605m・約9分。